# 60
60（六十）是59与61之间的自然数。

## 数学性质
- 第42個合數，正因數有1、2、3、4、5、6、10、12、15、20、30和60。前一個為58、下一個為62。
質因數分解為{\displaystyle 2^{2}\times 3\times 5}。
- 第12個過剩數，真因數和為108，盈度為48。前一個為56、下一個為66。
  - 第14個半完全數，和為本身的其中一組因數為1、 2、 4、 5、 6、 10、 12、 20。前一個為56、下一個為66。
- 第9個高合成數。前一個為48、下一個為120。
- 第25個十进制的哈沙德數。前一個為54、下一個為63。
- 第32個十进制的奢侈數。前一個為58、下一個為62。
- 正六十邊形為第19個可作圖多邊形。前一個為51、下一個為64。

## 在科学中
- 釹的原子序數[1]

## 在人类文化中
- 結婚60週年稱為「鑽石婚」（同時適用於機構成立60週年，但稱「鑽禧」）
- 依天干地支的計算，一甲子為60年。
- 論語中記載孔子自稱「六十而耳順」。
- 教育上（尤其是小學），通常以60分為及格。

## 在其它领域中
- 六十進制一時間上1分鐘有60秒，1小時有60分。
- 馬來西亞的國際電話區號。